# Maurice Norland
Maurice Norland (født 30. juli 1901 i Auxerre, død 18. maj 1967) var en fransk atlet som deltog i de olympiske lege 1924 i Paris.
Norland vandt en bronzemedalje under OL 1924 i Paris. Han var med på det franske hold som kom på en tredjeplads i disciplinen 10,65 km cross country bagefter Finland og USA. De andre på holdet var Henri Lauvaux og Gaston Heuet.